# Campionati tedeschi di sci alpino 2024
I Campionati tedeschi di sci alpino 2024 si sono svolti ad Axams (in Austria) e a Plan (in Italia) dal 23 marzo all'8 aprile; il programma includeva gare di discesa libera, supergigante, slalom gigante e slalom speciale, sia maschili sia femminili, ma le discese libere sono state cancellate. 
Trattandosi di competizioni valide anche ai fini del punteggio FIS, vi hanno potuto partecipare anche sciatori di altre federazioni, senza che questo consentisse loro di concorrere al titolo nazionale tedesco. 

## Risultati

### Uomini

#### Discesa libera
La gara, in programma a Garmisch-Partenkirchen il 26 marzo, è stata cancellata.

#### Supergigante
| Pos. | Atleta                     | Nazione  | Tempo |
| ---- | -------------------------- | -------- | ----- |
| 1    | Simon Jocher               | Germania | 55,26 |
| 2    | Lorenzo Thomas Bini        | Italia   | 55,83 |
| 3    | Maximilian Schwarz         | Germania | 56,15 |
| 3    | Johannes Strolz            | Austria  | 56,15 |
| 5    | Simon Talacci              | Italia   | 56,28 |
| 6    | Andri Moser                | Svizzera | 56,36 |
| 7    | Lukas Krauss               | Germania | 56,47 |
| 8    | Pietro Giovanni Motterlini | Italia   | 56,68 |
| 9    | Luca Taranzano             | Italia   | 56,76 |
| 10   | Simon Luca Wolf            | Germania | 56,87 |

Località: Plan

Data: 8 aprile

#### Slalom gigante
| Pos. | Atleta              | Nazione  | Tempo   |
| ---- | ------------------- | -------- | ------- |
| 1    | Patrick Feurstein   | Austria  | 2:04,42 |
| 2    | Jonas Stockinger    | Germania | 2:04,47 |
| 3    | Fabio Gstrein       | Austria  | 2:04,84 |
| 4    | Adrian Pertl        | Austria  | 2:05,20 |
| 5    | Andri Moser         | Svizzera | 2:05,58 |
| 6    | Fabian Gratz        | Germania | 2:05,97 |
| 7    | Tommaso Sala        | Italia   | 2:06,06 |
| 8    | Lorenzo Thomas Bini | Italia   | 2:06,40 |
| 9    | Dominik Raschner    | Austria  | 2:06,42 |
| 10   | Anže Gartner        | Slovenia | 2:06,46 |
|      |                     |          |         |
| 17   | Lukas Krauss        | Germania | 2:07,65 |

Località: Plan

Data: 7 aprile

#### Slalom speciale
| Pos. | Atleta             | Nazione  | Tempo   |
| ---- | ------------------ | -------- | ------- |
| 1    | Linus Straßer      | Germania | 1:41,28 |
| 2    | Simon Rueland      | Austria  | 1:41,63 |
| 3    | Tijan Marovt       | Slovenia | 1:41,98 |
| 4    | Ralph Seidler      | Austria  | 1:42,08 |
| 5    | Anton Tremmel      | Germania | 1:42,41 |
| 6    | Nickco Palamaras   | Germania | 1:42,45 |
| 7    | Matteo Canins      | Italia   | 1:42,51 |
| 8    | Tormis Laine       | Estonia  | 1:42,69 |
| 9    | Hans Vaccari       | Italia   | 1:42,80 |
| 10   | Sebastian Holzmann | Germania | 1:42,82 |

Località: Axams

Data: 23 marzo

### Donne

#### Discesa libera
La gara, in programma a Garmisch-Partenkirchen il 26 marzo, è stata cancellata.

#### Supergigante
| Pos. | Atleta                     | Nazione  | Tempo   |
| ---- | -------------------------- | -------- | ------- |
| 1    | Fabiana Dorigo             | Germania | 57,82   |
| 2    | Anna Schillinger           | Germania | 58,12   |
| 3    | Rita Granruaz              | Italia   | 58,25   |
| 4    | Carlotta De Leonardis      | Italia   | 58,53   |
| 5    | Nadia Delago               | Italia   | 58,99   |
| 6    | Chayenne Kostner           | Italia   | 59,21   |
| 7    | Giorgia Collomb            | Italia   | 59,27   |
| 8    | Sophia Zitzmann            | Germania | 59,52   |
| 9    | Katrin Hirtl-Stanggaßinger | Germania | 1:00,04 |
| 10   | Sabrina Simader            | Kenya    | 1:00,58 |

Località: Plan

Data: 8 aprile

#### Slalom gigante
| Pos. | Atleta           | Nazione  | Tempo   |
| ---- | ---------------- | -------- | ------- |
| 1    | Lena Dürr        | Germania | 2:08,14 |
| 2    | Giorgia Collomb  | Italia   | 2:09,06 |
| 3    | Annette Belfrond | Italia   | 2:09,38 |
| 4    | Anna Schillinger | Germania | 2:09,47 |
| 5    | Roni Remme       | Germania | 2:09,61 |
| 6    | Ambra Pomarè     | Italia   | 2:09,62 |
| 7    | Fabiana Dorigo   | Germania | 2:09,89 |
| 8    | Lara Baumann     | Svizzera | 2:09,98 |
| 9    | Beatrice Sola    | Italia   | 2:10,03 |
| 10   | Vivien Insam     | Italia   | 2:10,40 |

Località: Plan

Data: 7 aprile

#### Slalom speciale
| Pos. | Atleta                  | Nazione  | Tempo   |
| ---- | ----------------------- | -------- | ------- |
| 1    | Charlotte Grandinger    | Germania | 1:44,64 |
| 2    | Leonie Bartholomeus     | Germania | 1:44,71 |
| 3    | Julia Flatscher         | Austria  | 1:44,82 |
| 4    | Valentina Rings-Wanner  | Austria  | 1:45,12 |
| 5    | Ambra Pomarè            | Italia   | 1:45,14 |
| 6    | Elyssa Kuster           | Svizzera | 1:45,22 |
| 7    | Andrea Filser           | Germania | 1:45,47 |
| 8    | Francesca Carolli       | Italia   | 1:45,48 |
| 9    | Valentina Pfurtscheller | Austria  | 1:45,72 |
| 10   | Roni Remme              | Germania | 1:45,83 |

Località: Axams

Data: 23 marzo